# Cugy (Friburgo)
Cugy es una comuna suiza del cantón de Friburgo, situada en el distrito de Broye. Limita al norte con la comuna de Bussy, al este con Payerne (VD) y Fétigny, al sur con Ménières, y al oeste con Les Montets.
El 1 de enero de 2005 fue incorporada la comuna de Vesin.

## Transportes
Ferrocarril
Cuenta con una estación ferroviaria en la que efectúan parada trenes regionales.